# عمر سنغاري
عمر سنغاري (بالبولندية: Omar Sangare)‏ هو ممثل بولندي، ولد في 14 نوفمبر 1970 في بولندا.

## وصلات خارجية
- عمر سنغاري على موقع IMDb (الإنجليزية)